# Rechtsformneutralität
| Entscheidungsneutralität    | Entscheidungsneutralität    | Entscheidungsneutralität    |
| --------------------------- | --------------------------- | --------------------------- |
| {\displaystyle \Downarrow } | {\displaystyle \Downarrow } | {\displaystyle \Downarrow } |
| Investitionsneutralität     | Finanzierungsneutralität    | Rechtsformneutralität       |

Rechtsformneutralität liegt dann vor, wenn die steuerliche Belastung des Gewinns von Einzelunternehmen, Personengesellschaften und Kapitalgesellschaften gleich hoch ist.

## Grundlagen
Eine niedrigere Besteuerung einbehaltener Gewinne könnte gerechtfertigt sein, da die Expansion von kleinen Unternehmen durch erschwerte Kapitalbeschaffung auf dem Kapitalmarkt behindert wird, im Vergleich zu großen Unternehmen, die mehr systematischen Überwachungen (Börse, Credit Ratings) unterliegen und sich dementsprechend leichter  Kapital beschaffen können. Andererseits sind die Managementprobleme von großen Unternehmen oft beträchtlich komplizierter als diejenigen von kleinen Unternehmen.
Obwohl die Organisationsformen und die damit verbundenen Risiken der Selbständigen und der großen Unternehmen teilweise ähnlich sind, würde trotzdem Wohlfahrtsverlust durch Steuerverzerrungen entstehen, wenn die Wahl zwischen ihnen nicht existieren würde, da die Organisationsformen ja nicht vollkommen austauschbar sind.

## Rechtsprechung
Nach der Rechtsprechung des Bundesverfassungsgerichts enthält Art. 3 Abs. 1 GG kein allgemeines Verfassungsgebot einer rechtsformneutralen Besteuerung. Dies wurde in Bezug auf die bis einschließlich 2013 bestehende Begünstigung gewerblicher Einkünfte nach dem damaligen § 32c EStG entschieden. Es kommt darauf an, ob es einen hinreichenden sachlichen Grund gibt, unternehmerische Tätigkeiten steuerlich unterschiedlich zu behandeln.